# Pap Khouma
Pap Khouma, pseudonimo di Abdoulaye Khouma (Dakar, 3 gennaio 1957), è uno scrittore e giornalista senegalese naturalizzato italiano.

## Biografia
Senegalese di nascita, italiano per adozione, Pap Khouma appartiene alla confraternita dei Muride. È immigrato in Italia nel 1984, stabilendosi a Milano, dove si occupa di cultura e letteratura. È iscritto all'Albo dei giornalisti stranieri dal 1994 ed è cittadino italiano.
Ha pubblicato, firmato con Oreste Pivetta nel 1990, Io, venditore di elefanti, che narra la storia dello stesso Khouma alle prese con il duro destino di venditore ambulante e immigrato. Nel 2005 pubblica Nonno Dio e gli spiriti danzanti e nel 2010 Noi italiani neri.
Conoscitore di quattro lingue (wolof, francese, inglese e italiano), lavora attualmente in una libreria milanese. È il direttore di El Ghibli, rivista online di letteratura ed è una figura molto nota nella letteratura migrante in Italia di cui è un esponente. Le sue opere hanno notevolmente contribuito alla nascita della nuova letteratura scritta in italiano dagli scrittori e dai poeti non italiani. È fondatore e direttore responsabile di Assaman, una rivista online di informazione italo-africana.
Nel 2013 è stato candidato alle elezioni regionali in Lombardia nella sottoscrizione di Milano con SEL a sostegno del candidato di Centro Sinistra Umberto Ambrosoli.
Nel 2016 appare un suo contributo dal titolo Le Afriche inconsce che ciascuno ha dentro come postfazione al romanzo di Irene Chias Non cercare l'uomo capra (Laurana Editore).  
Vive e lavora a Milano.

## Opere
- Oreste Pivetta (a cura di), Io, venditore di elefanti, Milano, Garzanti, 1990, ISBN 8811739705.
- Nonno Dio e gli spiriti danzanti, Milano, Baldini Castoldi, 2005, ISBN 978-88-8490-773-8.
- Noi italiani neri, Milano, Baldini Castoldi, 2010, ISBN 978-88-6073-759-5.